# Caspar Wolf

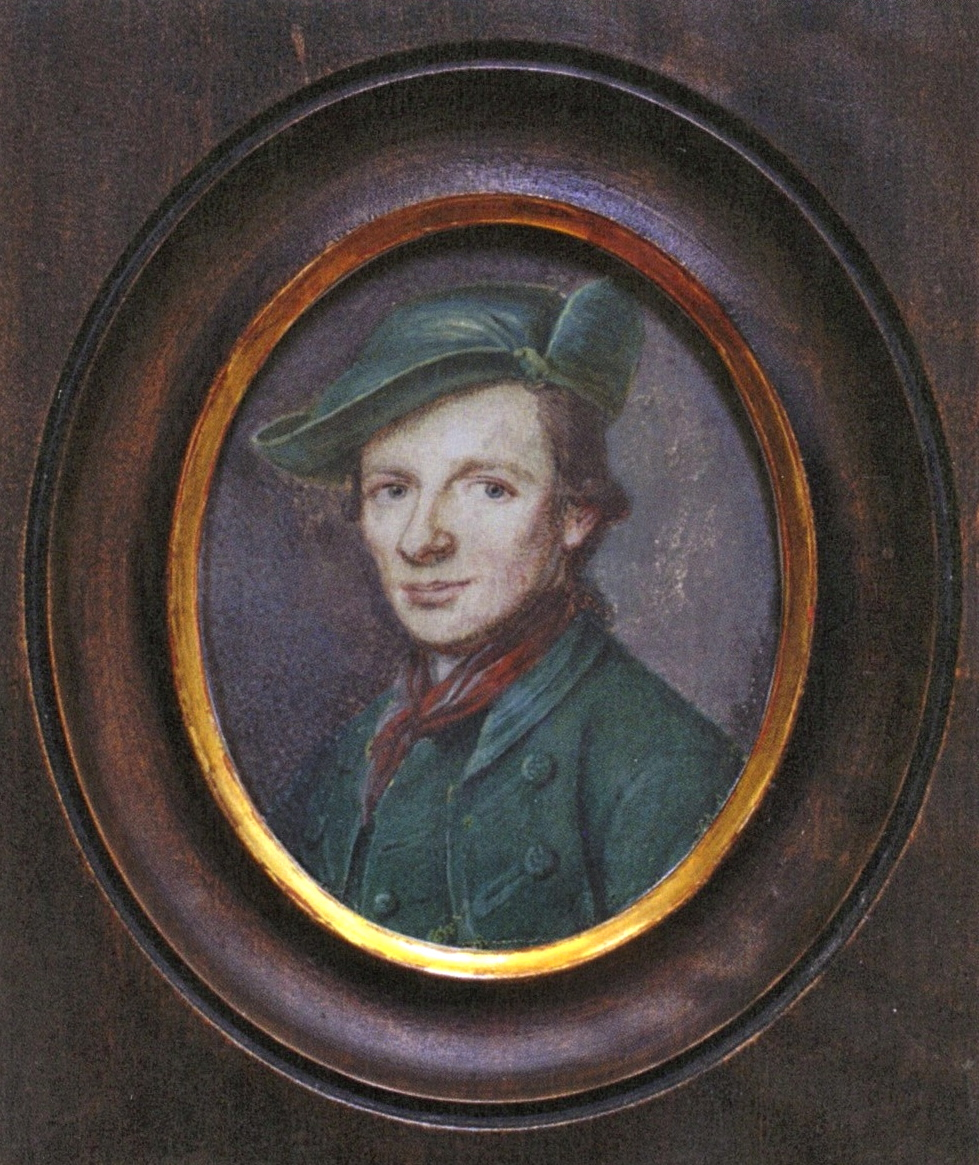
Caspar Wolf (zelfportret), 1774

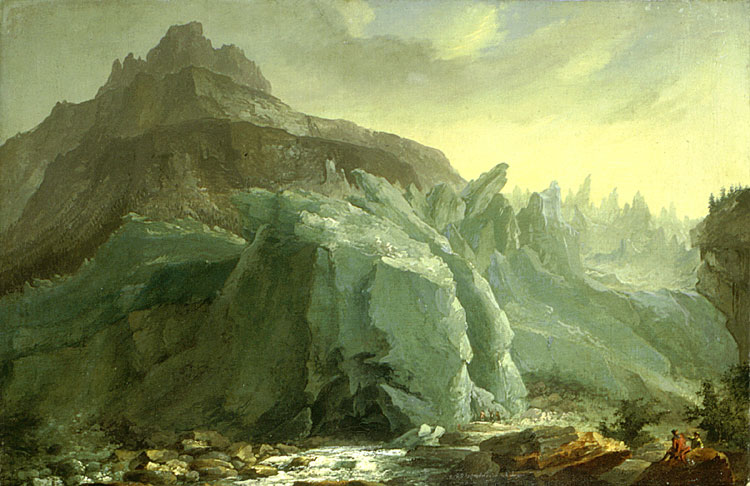
gletsjer bij Grindelwald (1774–1777).

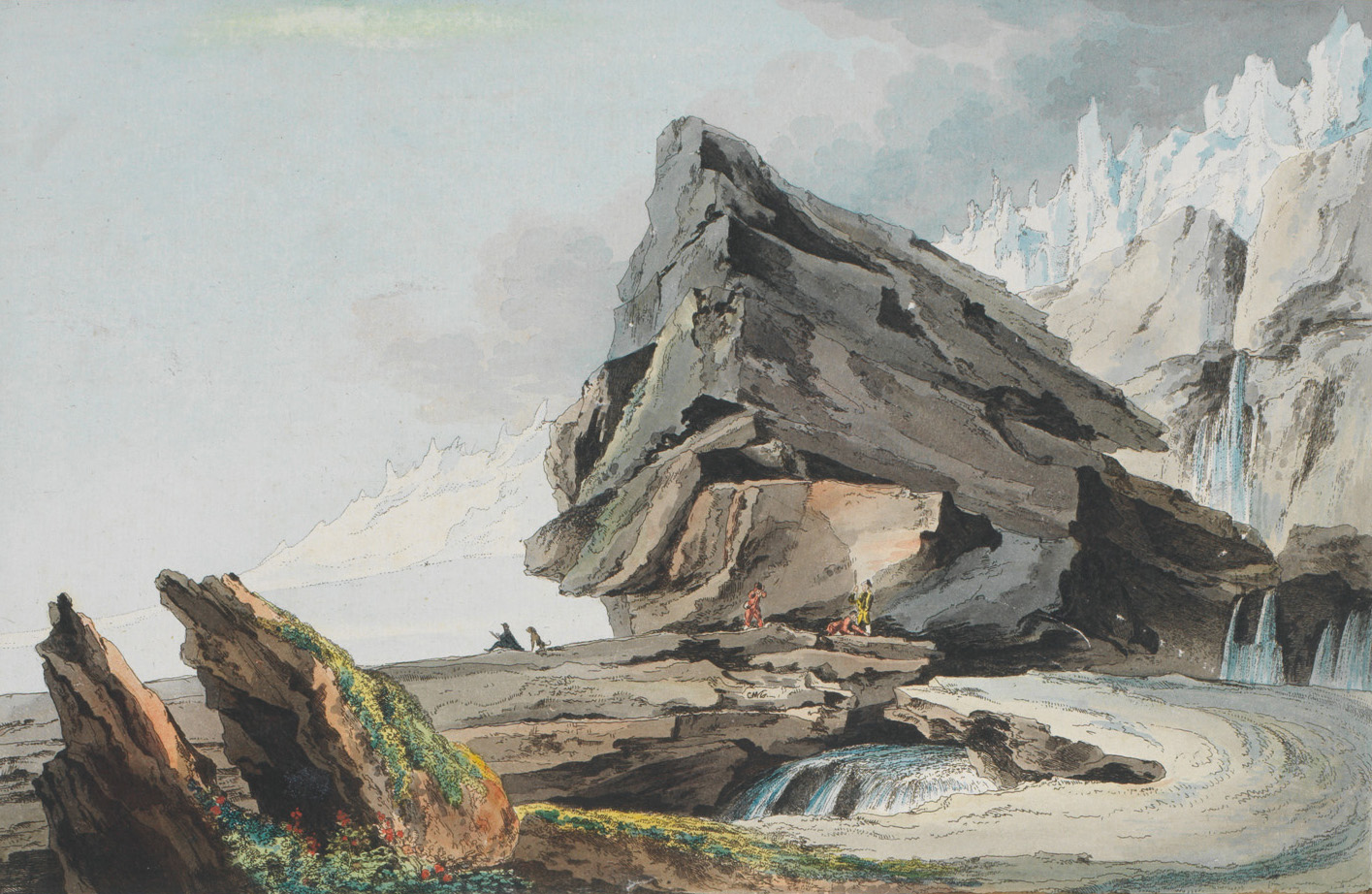
Gletsjer in Berner Oberland

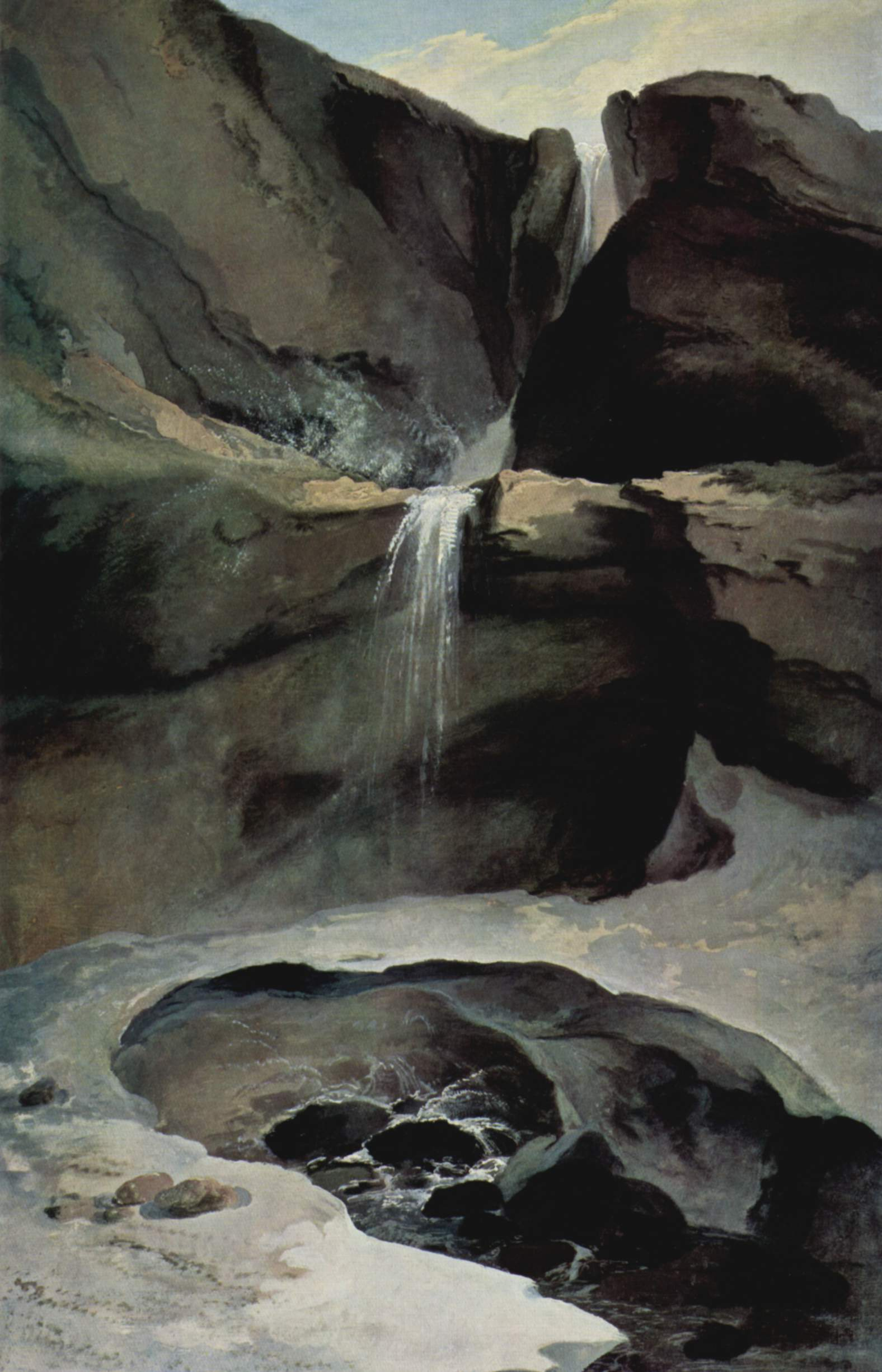

Caspar Wolf (Muri, Aargau, 3 mei 1735 – Heidelberg, 6 oktober 1783) was een Zwitserse decoratie- en kunstschilder, het meest bekend om zijn Alpenlandschappen. Na 1773 tekende Wolf voornamelijk gletsjers, grotten, watervallen en ravijnen. Hij werd sterk beïnvloed door het gedicht van Albrecht von Haller over de Alpen, en de Sturm und Drang-beweging.

## Biografie
Wolf was de zoon van een meubelmaker, die tijdens zijn leven uit Muri werd verbannen. In 1749 ging hij in de leer in Konstanz; tussen 1753 en 1759 verbleef Wolf in Augsburg, München, en Passau waar hij als landschapschilder werkte. Rond 1760 keerde hij teleurgesteld terug naar zijn geboortestad. Voor het kasteel Horben schilderde hij het behangsel op de eerste verdieping.
In 1768 woonde Wolf in Bazel. Tussen 1769 en 1771 verbleef hij in Parijs en werkte met Philip James de Loutherbourg. In 1774 verhuisde hij naar Bern. Wolf sloot een overeenkomst met de plaatselijke uitgever Abraham Wagner die in geologie was geïnteresseerd, om 200 schilderijen te leveren. Hij trok met zijn rugzak, vergezeld door Wagner of dominee Jakob Samuel Wyttenbach door Berner Oberland en Wallis. In 1777 woonde hij in Solothurn, en in 1779 trok hij opnieuw naar Parijs. Vanaf 1780-1781 werkte en kuurde hij vanwege nierproblemen in Spa, Keulen, Aken en in slot Bensberg bij Düsseldorf. In 1780 bezocht hij Vaals, waar hij onder andere Kasteel Vaalsbroek, Huis D'r Bau en de Cereshoeve tekende, mogelijk als voorstudies voor schilderijen of beschilderd behang. Toen hij weer beter was, reisde hij opnieuw naar Parijs en Schwetzingen. Wolf stierf in behoeftige omstandigheden in een ziekenhuis.
In 1779 werd zijn werk tentoongesteld in Bern, maar de verkoop van het boek werd een ramp. Wagner kreeg hulp van een Zwitserse legerofficier in Nederlandse dienst, en in 1785 werden 30 of 43 aquatinten gepubliceerd in Amsterdam. Tot na de Tweede Wereldoorlog waren mogelijk ongeveer 90 aquatinten te zien in Kasteel Keukenhof, waar een hele kamer was volgehangen met zijn werk. Niemand weet hoe ze daar zijn terechtgekomen. Het grootste deel van zijn werk, waaronder de werken uit Lisse, is te zien in het Kunsthaus in Aarau.